# Alpirsbach
Alpirsbach est une ville d'Allemagne, située dans l'arrondissement de Freudenstadt et le Land de Bade-Wurtemberg. Elle est située en Forêt-Noire, à 13 km au sud de Freudenstadt et est arrosée par la Kinzig, un affluent de la rive droite du Rhin.

## Histoire
L'abbaye bénédictine d'Alpirsbach est fondée en 1095. Les moines qui s'y installent, venant du monastère voisin de St-Blasien, y édifient une abbatiale monumentale.
Au XVe siècle, Alpirsbach profite de la croissance économique liée à la réforme de Bursfelde à laquelle adhère le monastère, puis prospère à la fin du XVIIe siècle avec l'industrie minière (or, argent et cobalt).
Le XIXe siècle verra le déclin de la ville et une diminution du nombre de ses habitants.

## Administration
La ville a été rattachée à l'arrondissement de Freudenstadt lors de la réforme communale de 1938.
Elle est composée des six localités suivantes :
- Ehlenbogen (fusion le 1er avril 1974)
- Rötenbach (fusion en 1938)
- Reinerzau (fusion le 1er avril 1974)
- Peterzell (fusion le 1er avril 1974)
- Reutin (fusion le 1er janvier 1971)
- Römlinsdorf (fusion le 1er avril 1974)

## Démographie
| 1974  | 2000  | 2005  | 2006  |
| ----- | ----- | ----- | ----- |
| 6 963 | 6 918 | 6 922 | 6 897 |

## Lieux et monuments
- L’église abbatiale romane d’Alpirsbach (le plus ancien monument roman de la Forêt-Noire) et le musée
- Musée de l'histoire locale
- Cœur historique

## Transports
- Alpirsbach est desservie par la ligne de chemin de fer Kinzigtalbahn reliant Freudenstadt à Hausach et est membre de la communauté de transport de l'arrondissement de Freudenstadt (de)
- Alpirsbach est située sur les routes fédérales B 294 et B 462

## Jumelages
La ville est jumelée avec :
- Neuville-sur-Saône (France)

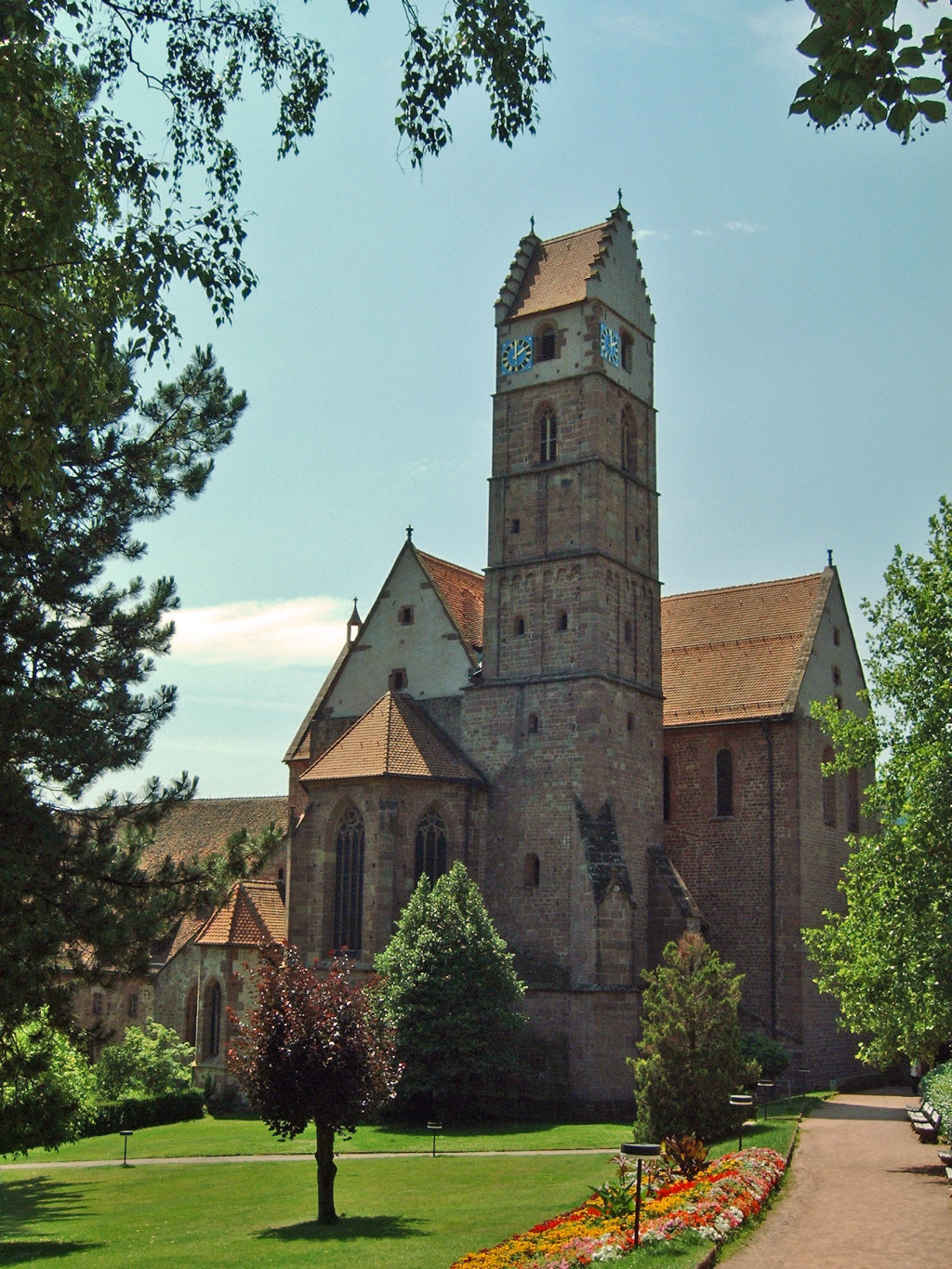
Église abbatiale d'Alpirsbach
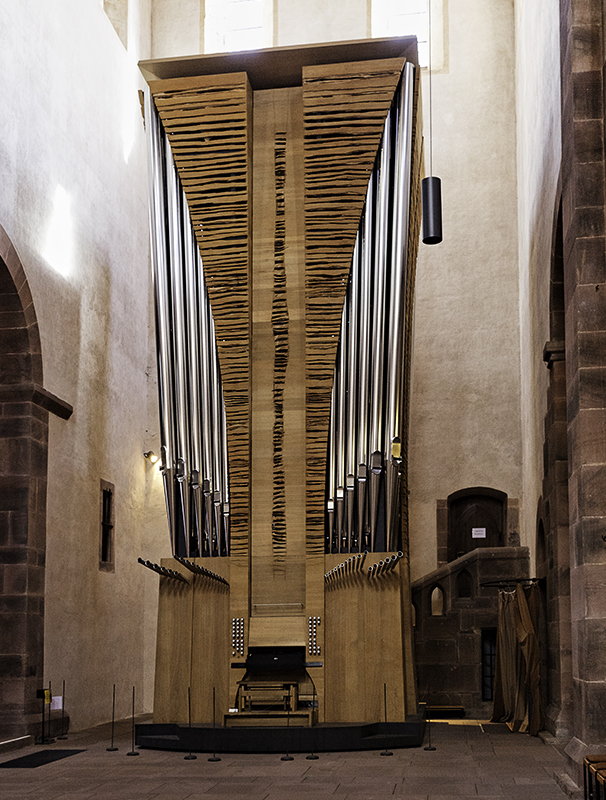
Les orgues modernes de l'église abbatiale d'Alpirsbach
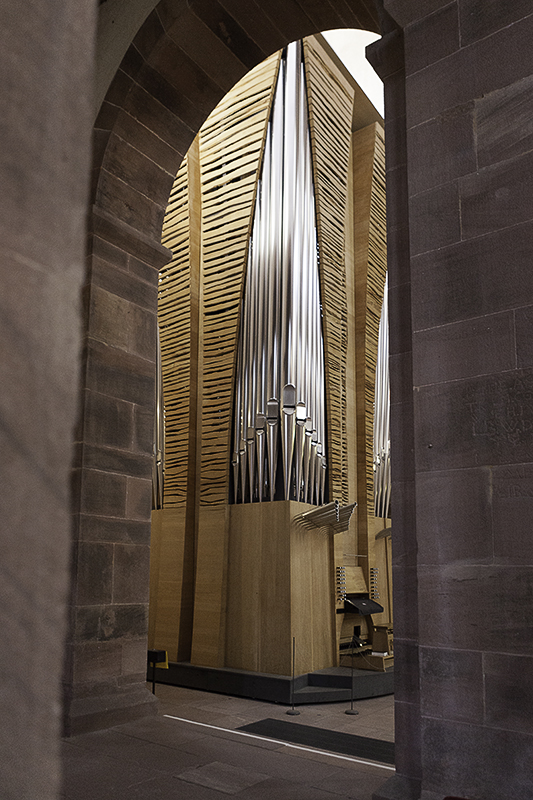
Vue latérale des orgues d'Alpirsbach.